# Szamarai terület
A Szamarai terület (oroszul Самарская область)  az Oroszországi Föderáció tagja. Székhelye Szamara. Határos a Szaratovi területtel, az Uljanovszki területtel, az Orenburgi területtel, Tatárfölddel és Kazahsztánnal. 2010-ben népessége 3 215 532 fő volt.

## Népesség
A lakosság döntő többsége orosz nemzetiségű, de más nemzetiségek is lakják, jelentős a tatár, a csuvas és a mordvin kisebbség száma. 
Nemzetiségi összetétel:
|           | 1989-es népszámlálás | 2002-es népszámlálás | 2010-es népszámlálás |
| --------- | -------------------- | -------------------- | -------------------- |
| oroszok   | 2 720 171            | 2 708 549            | 2 645 124 (85,6%)    |
| tatárok   | 115 280              | 127 931              | 126 124 (4,1%)       |
| csuvasok  | 117 914              | 101 358              | 84 105 (2,7%)        |
| mordvinok | 116 475              | 86 000               | 65 447 (2,1%)        |
| összesen  | 3 265 586            | 3 239 737            | 3 215 532            |

## Politikai vezetés
Szamarai terület élén a kormányzó áll:
- Nyikolaj Ivanovics Merkuskin: 2012. május 12. – 2017. szeptember 25. Ekkor idő előtti felmentését kérte.
- Dmitrij Igorevics Azarov: 2017. szeptember 25. – a kormányzói feladatokat ideiglenesen ellátó megbízott. Megbízatása a következő kormányzói választásig szólt.[3] Kormányzónak megválasztva 2018. szeptember 9-én.[4] Kilenc hónappal később, 2024. május 31-én váratlanul felmentését kérte.
- Vjacseszlav Andrejevics Fedoriscsev: 2024. május 31–től Putyin elnök rendeletével a köztársaság vezetőjének feladatait ellátó megbízott.[5]

## Városok
- Szamara, a terület fővárosa,
- Zsiguljovszk
- Kinyel
- Novokujbisevszk
- Oktyabrszk
- Otradnij
- Pohvisztnyevo
- Szizrany
- Togliatti
- Csapajevszk

## Járások
A járások neve, székhelye és 2010. évi népessége az alábbi:
| Magyar név                   | Orosz név                | Székhely             | Lélekszám |
| ---------------------------- | ------------------------ | -------------------- | --------- |
| Alekszejevkai járás          | Алексеевский район       | Alekszejevka         | 12 274    |
| Bezencsuki járás             | Безенчукский район       | Bezencsuk            | 42 095    |
| Bogatojei járás              | Богатовский район        | Bogatoje             | 14 142    |
| Bolsaja Csernyigovka-i járás | Большечерниговский район | Bolsaja Csernyigovka | 19 153    |
| Bolsaja Glusica-i járás      | Большеглушицкий район    | Bolsaja Glusica      | 20 477    |
| Borszkojei járás             | Борский район            | Borszkoje            | 24 433    |
| Cselno-versini járás         | Челно-Вершинский район   | Cselno-Versini       | 16 954    |
| Hvorosztyankai járás         | Хворостянский район      | Hvorosztyanka        | 16 302    |
| Iszakli járás                | Исаклинский район        | Iszakli              | 13 395    |
| Jelhovkai járás              | Елховский район          | Jelhovka             | 10 046    |
| Kamislai járás               | Камышлинский район       | Kamisla              | 11 420    |
| Kinyel-cserkasszi járás      | Кинель-Черкасский район  | Kinyel-Cserkasszi    | 47 362    |
| Kinyeli járás                | Кинельский район         | Kinyel               | 33 258    |
| Kljavlinói járás             | Клявлинский район        | Kljavlino            | 15 988    |
| Koski járás                  | Кошкинский район         | Koski                | 24 194    |
| Krasznij Jar-i járás         | Красноярский район       | Krasznij Jar         | 54 497    |
| Krasznoarmejszkojei járás    | Красноармейский район    | Krasznoarmejszkoje   | 18 050    |
| Nyeftyegorszki járás         | Нефтегорский район       | Nyeftyegorszk        | 34 478    |
| Pesztravkai járás            | Пестравский район        | Pesztravka           | 17 779    |
| Pohvisztnyevói járás         | Похвистневский район     | Pohvisztnyevo        | 29 027    |
| Privolzsjei járás            | Приволжский район        | Privolzsje           | 24 005    |
| Sentalai járás               | Шенталинский район       | Sentala              | 16 656    |
| Sigoni járás                 | Шигонский район          | Sigoni               | 21 002    |
| Szergijevszki járás          | Сергиевский район        | Szergijevszk         | 47 548    |
| Szizranyi járás              | Сызранский район         | Szizrany             | 25 947    |
| Sztavropoli járás            | Ставропольский район     | Togliatti            | 54 181    |
| Volgai járás                 | Волжский район           | Szamara              | 83 377    |